# 60P/Tsuchinshan
La Cometa Tsuchinshan 2, formalmente 60P/Tsuchinshan, è una cometa periodica appartenente alla famiglia delle comete gioviane.

## Particolarità orbitali
Caratteristica peculare di questa cometa è di avere una piccola MOID coi pianeti Marte e Giove: il 29 dicembre 2077 passerà a sole 0,068 UA da Marte, il 14 luglio 2139 passerà a sole 0,276 UA da Giove. I passaggi ravvicinati con Giove porteranno in futuro ad un drastico cambiamento dell'orbita seguita attualmente dalla cometa.

## Origine della cometa
Fin dalla sua scoperta è stata ipotizzato che questa cometa si sia originata dalla scissione in due comete di una preesistente cometa, la seconda cometa è la 62P/Tsuchinshan scoperta circa una settimana prima della 60P/Tsuchinshan dallo stesso osservatorio.
La scissione in due comete da una preesistente cometa, è stata causata dalle forze mareali generate durante un passaggio estremamente ravvicinato tra la cometa originaria e il pianeta Giove. Il passaggio ravvicinato, oltre a provocare la scissione, ha fatto sì che i due nuovi corpi celesti acquisissero nuovi elementi orbitali singolarmente simili tra loro, ma la loro differente posizione rispetto a Giove al momento della scissione ha fatto sì che due degli elementi orbitali, quelli relativi ai nodi ascendenti e agli argomenti del perielio divergessero di circa 180°.
|                                        | 60P/Tsuchinshan           | 62P/Tsuchinshan             |
| -------------------------------------- | ------------------------- | --------------------------- |
| Epoca degli elementi orbitali          | 2 giugno 2012 (2456080,5) | 11 ottobre 2009 (2455115,5) |
| Nodo ascendente                        | 267,684°                  | 92,818° (delta=174,866°)    |
| Argomento del perielio                 | 216,382°                  | 27,199° (delta=189,183°)    |
| Distanza perielica                     | 1,618 UA                  | 1,389 UA                    |
| Afelio                                 | 5,393 UA                  | 5,543 UA                    |
| Inclinazione                           | 3,611°                    | 9,901°                      |
| Eccentricità                           | 0,538                     | 0,599                       |
| Semiasse maggiore                      | 3,506 UA                  | 3,466 UA                    |
| Periodo di rivoluzione                 | 6,56 anni                 | 6,45 anni                   |
| Parametro di Tisserand (Giove) - T jup | 2,865                     | 2,789                       |

Tutti gli elementi orbitali sono stati arrotondati alla terza cifra decimale.